# Samuel Irving Rosenman

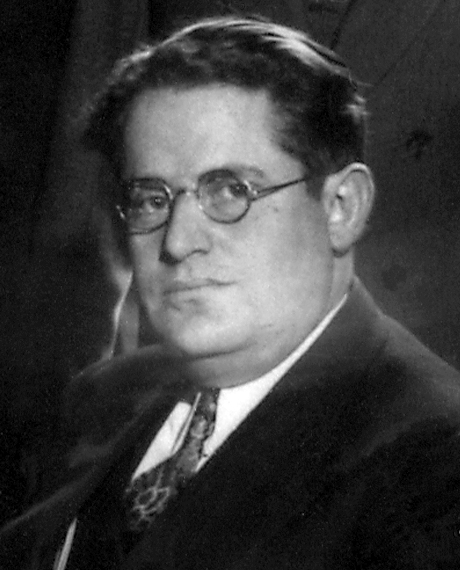
Samuel Irving Rosenman, 1930

Samuel Irving Rosenman (* 13. Februar 1896 in San Antonio, Texas; † 24. Juni 1973 in New York City, New York) war ein US-amerikanischer Jurist, der zwischen 1943 und 1946 als erster Rechtsberater des Weißen Hauses fungierte.

## Leben

### Studium, Rechtsanwalt und Politiker
Rosenman begann nach dem Schulbesuch ein Studium der Rechtswissenschaften, das er jedoch nach dem Kriegseintritt der USA in den Ersten Weltkrieg unterbrach, um seinen Militärdienst in der US Army abzuleisten. Nach Kriegsende nahm er sein Studium an der Law School der Columbia University wieder auf und schloss dieses 1919 mit einem Bachelor of Laws (LL.B.) ab.
Anschließend nahm Rosenman, der Mitglied der akademischen Gesellschaften Phi Beta Kappa und Delta Sigma Rho war, eine Tätigkeit als Rechtsanwalt auf, ehe er 1922 als Kandidat der Demokratischen Partei zum Mitglied der New York State Assembly gewählt wurde, der er bis 1926 angehörte. Nach einer darauf folgenden Tätigkeit als Beauftragter für Gesetzgebungsverfahren (Bill Drafting Commissioner) der Staatsverwaltung des Bundesstaates New York zwischen 1926 und 1928, war er von 1929 bis 1932 Rechtsberater von Franklin D. Roosevelt, der zu dieser Zeit Gouverneur von New York war. Zugleich arbeitete er als Redenschreiber Roosevelts und prägte den für das New-Deal-Programm Roosevelts im Präsidentschaftswahlkampf 1932 verwendeten Begriff des „New Deal for the American people“.

### Richter und Rechtsberater des Weißen Hauses
Zum Ende von Roosevelts Amtszeit als Gouverneur wurde Rosenman 1932 zum Richter an den New York Court of Appeals, das Appellationsgericht des Bundesstaates, berufen und übte dieses Richteramt bis 1943 aus.
1943 wurde Rosenman von Franklin D. Roosevelt, der mittlerweile US-Präsident war, zum ersten Rechtsberater des Weißen Hauses (White House Counsel) berufen. Dieses Amt behielt er auch nachdem US-Vizepräsident Harry S. Truman nach dem plötzlichen Tod Roosevelts am 12. April 1945 neuer US-Präsident wurde bis zu seiner Ablösung durch Clark M. Clifford 1946.
Nach seinem Ausscheiden aus dem Regierungsdienst war er von 1946 bis zu seinem Tod Gründungspartner der Anwaltskanzlei Rosenman Goldmark Colin & Kaye. Rosenman, der zeitweise Vorstandsmitglied des Repertory Theatre des Lincoln Center war, fungierte außerdem zwischen 1964 und 1966 als Präsident der Rechtsanwaltskammer von New York City (Association of the Bar of the City of New York).
Seine Enkelin Lynn Garland ist mit Merrick B. Garland verheiratet, der von 1997 bis 2021 Richter am U.S. Court of Appeals für den Gerichtsbezirk Washington, D.C. war und seit dem 11. März 2021 der Justizminister des Kabinett Biden ist.

## Veröffentlichungen
- Working With Roosevelt Harper, New York 1952.
- Presidential Style: Some Giants and a Pygmy in the White House, Mitautorin Dorothy Rosenman, 1976